# 24517 Omattage
24517 Omattage (tên chỉ định: 2001 BN71) là một tiểu hành tinh vành đai chính. Nó được phát hiện bởi dự án Nghiên cứu tiểu hành tinh gần Trái Đất Lincoln ở Socorro, New Mexico, ngày 29 tháng 1 năm 2001. Nó được đặt theo tên Natalie Saranga Omattage, an American high school student whose environmental sciences project won first place ở the 2008 Giải thưởng Khoa học và Kỹ thuật Intel.